# Forvis Mazars
Forvis Mazars je mezinárodní integrované partnerství specializující se na audit, daňové poradenství, mzdový a účetní outsourcing, transakční poradenství, znalectví, odpovědné podnikání a Equal Salary Certifikaci. Působí v mnoha zemích a teritoriích po celém světě a čerpá z odborných znalostí desetitisíců profesionálů.

## Historie
Forvis Mazars nese jméno svého zakladatele Roberta Mazarse, který založil společnost v roce 1940 v západní Francii v blízkosti města Rouen. Společnost se začala rychle rozvíjet, získávat nové klienty a postupem času se stala známou svým zaměřením na technickou dokonalost a vysokou kvalitu služeb. O 20 let později vznikla společnost "Cabinet Robert Mazars", která založila pobočky a rozšířila škálu svých služeb v rámci celé Francie. V roce 1975 expandovala mimo Francii a své kanceláře otevřela i v Německu a ve Španělsku. V roce 1999 se společnost přejmenovala na "Mazars". V roce 2019 se společnost Mazars spojila s pěti významnými účetními a poradenskými firmami v USA a Kanadě do Mazars North America Alliance. Aliance rozšířila přítomnost společnosti Mazars v regionu a zvětšila její globální zdroje. V roce 2020 Mazars globálně změnil logo a korporátní identitu svojí značky. V roce 2023 společnosti Mazars a FORVIS oznámily vytvoření unikátní sítě. S účinností od 1. června 2024 obě společnosti uzavřely partnerství, že budou celosvětově působit pod jednou značkou Forvis Mazars.

## Forvis Mazars Česká republika
V České republice působí Forvis Mazars od roku 1995, poskytuje komplexní služby a zaměstnává stovky lidí. Forvis Mazars dosáhl v České republice za dobu své existence významného růstu. Od roku 2010 je řídícím partnerem Forvis Mazars v České republice Milan Prokopius.